# Limnephilus hamifer
Limnephilus hamifer är en nattsländeart som beskrevs av Oliver S. Flint Jr. 1963. Limnephilus hamifer ingår i släktet Limnephilus och familjen husmasknattsländor. Inga underarter finns listade i Catalogue of Life.